# Il proscritto (Mercadante)
Il proscritto ist eine Oper (Originalbezeichnung: „Melodramma tragico“) in drei Akten von Saverio Mercadante (Musik) mit einem Libretto von Salvadore Cammarano. Die Uraufführung fand am 4. Januar 1842 im Teatro San Carlo in Neapel statt.

## Handlung
Die Handlung spielt Mitte des 17. Jahrhunderts in Schottland in einem Schloss bei Edinburgh und in dessen Umgebung. Der politische Hintergrund ist der Konflikt zwischen den Anhängern Oliver Cromwells und den britischen Royalisten. Malvina Douglas ist mit dem Royalisten Giorgio Argyll verheiratet, der nach einem Schiffbruch für tot gehalten wird. Malvina soll nun auf Wunsch ihrer Mutter Anna Ruthven und ihres Halbbruders Guglielmo den Cromwell-Anhänger Arturo Murray heiraten.

### Kurzfassung
Erster Akt. Die Familie des Bräutigams trifft im Schloss der Ruthvens ein. Der Wachmann Osvaldo und seine Leute bewachen das Gelände, da sich Royalisten in der Gegend aufhalten sollen. Malvina erklärt ihrem anderen Bruder Odoardo, dass sie Arturo zwar auf Drängen ihrer Mutter und Guglielmos heirate, ihn aber inzwischen liebe, obwohl er der gegnerischen Partei angehöre. Wenig später trifft der totgeglaubte Giorgio ein. Nur seine frühere Dienerin Clara, Malvina und Odoardo kennen seine Identität. Osvaldo und Arturo sind misstrauisch. Sie ahnen, dass es sich um einen Royalisten handelt. Als sie Giorgio in Malvinas Gemächern aufspüren, kommt es beinahe zum Kampf, doch Giorgio legt freiwillig die Waffen nieder und wird festgenommen
Zweiter Akt. Guglielmo holt Verstärkung aus Edinburgh. Malvina bittet Arturo, dem Gefangenen beizustehen, da er mit ihrem ersten Mann befreundet gewesen sei. Giorgio will jedoch keine Hilfe von dem verhassten Arturo annehmen, sondern provoziert ihn. Die beiden vereinbaren ein Duell bei Tagesanbruch. Unterdessen sucht Odoardo Hilfe bei Giorgios Kameraden, den „Verbannten“. Zusammen mit Malvina versuchen sie, Giorgio aus dem Turm befreien. Die Flucht scheitert jedoch, weil Giorgio Malvina für treulos hält und an einer glücklichen Zukunft zweifelt. Er gibt sich Arturo zu erkennen. Dieser hat von Cromwell den Befehl erhalten, ihn zu verhören, zu verurteilen und ggf. hinzurichten.
Dritter Akt. Giorgio sieht keinen Sinn mehr im Leben. Er will nur dann weiterleben, wenn Malvina ihm ihre Treue beweist. Arturo spricht ihn und seine Freunde frei. Sie müssen jedoch das Land verlassen. Malvina darf Giorgio begleiten. Sie erklärt jedoch, dass sie sowohl Giorgio als auch Arturo die Treue halten wolle. Giorgio fordert Arturo erneut zum Duell. Er hofft, darin den Tod zu finden. Dazu kommt es jedoch nicht, weil Malvina Gift genommen hat und vor ihrer beider Augen stirbt. Da sie damit ihren Teil der Abmachung gehalten hat, muss auch Giorgio den seinigen erfüllen und am Leben bleiben.

### Erster Akt
Schwach beleuchtete Gärten; auf einer Seite die prächtige Treppe des Schlosses, davor eine Tribüne mit Orchester; im Hintergrund ein See mit Booten
Szene 1. Die Ruthvens begrüßen die in den Booten angereiste Verwandtschaft des Bräutigams feierlich, während Osvaldo und seine Leute die Gegend bewachen (Introduktion: „D’amistà le soavi catene“).
Szene 2. Guglielmo mahnt Osvaldo zu besonderer Wachsamkeit, da Royalisten vor der Verfolgung Cromwells in die Berge dieser Gegend geflohen sind.
Szene 3. Jetzt trifft auch der längst erwartete Arturo in einem kleinen Boot ein. Er begrüßt seinen Freund Guglielmo herzlich und besingt anschließend seine Liebe zu Malvina (Cavatine: „Son del tuo volto immagine“).
Szene 4. Anna begrüßt Arturo, der das Zusammentreffen mit Malvina kaum erwarten kann.
Saal in Malvinas Gemächern; rechts eine Tür zu den inneren Räumen, gegenüber eine zu einem Korridor führende Tür
Szene 5. Malvinas anderer Bruder Odoardo ist soeben aus London eingetroffen. Er erkundigt sich bei Malvinas Dienerin Clara, die bereits bei deren erstem Mann Giorgio in Diensten stand, ob seine Schwester die Heirat freiwillig eingehen wolle oder von seiner Mutter dazu gezwungen werde.
Szene 6. In diesem Moment erscheint Malvina und antwortet, dass sie sich ihrer Gefühle nicht sicher sei. Sie erzählt von dem Schiffbruch, bei dem ihr Mann, ihr Vater und alle ihre Gefährten ums Leben kamen. Nur sie selbst habe sich retten können. Ihre Mutter und ihr Halbbruder hätten sie daraufhin gedrängt, Arturo zu heiraten. Sie sei so verzweifelt gewesen, dass sie Gift nehmen wollte, habe sich dann aber in Arturo verliebt. Trotzdem graue es ihr davor, einen Anhänger des verhassten Cromwell zu heiraten. Odoardo beruhigt sie darüber (Duett Malvina/Odoardo: „Il mar che freme“).
Szene 7. Frauen erscheinen, um Malvina zum Altar zu geleiten.
Szene 8. Giorgio, der den Schiffbruch wie durch ein Wunder überlebt hat, bittet Osvaldo um ein Gespräch mit Clara. Osvaldo kennt den Gast nicht und ist misstrauisch, da er seinen Namen nicht nennen will. Dennoch geht er, Clara zu holen. Während er wartet, überlässt sich Giorgio seinen Glücksgefühlen über das bevorstehende Wiedersehen mit seiner Frau (Romanze: „L’aura ch’io spiro“). Seit seiner Rettung ist er fest entschlossen, sein Leben der royalistischen Sache zu widmen und will seine Frau um Geld dafür bitten. Er glaubt nicht, dass ihn einer der Gäste, die sämtlich der gegnerischen Seite angehören, erkennen wird.
Szene 9. Malvina schreit vor Schreck laut auf, als sie auf ihren totgeglaubten Gatten trifft. Kaum hat sie sich beruhigt, nähern sich Schritte, und sie versteckt Giorgio eilig in ihren Gemächern.
Szene 10. Aufgeschreckt von dem Schrei erscheint die gesamte Hochzeitsgesellschaft. Malvina versucht, sich herauszureden. Osvaldo jedoch flüstert Guglielmo und den anderen Männern zu, dass sich der Verdächtige sicher in diesen Räumen verstecke. Als Malvina Arturo erblickt, wird sie von ihren Gefühlen überwältigt und fällt in Ohnmacht. Anna, Clara und die Frauen sorgen sich um sie, Guglielmo, Osvaldo und die Männer rätseln über die Absichten des Unbekannten, und Odoardo und Arturo haben böse Vorahnungen (Concertato: „Omai l’arcan terribile“). Nach ihrem Erwachen offenbart Malvina Odoardo Giorgios Identität und fleht ihn an, ihn vor den anderen zu retten.
Szene 11. Guglielmo und seine Leuten wollen Malvinas Räume durchsuchen, doch Odoardo verweigert ihnen den Zutritt. Alle greifen zu ihren Schwertern.
Szene 12. Da tritt Giorgio aus dem Nebenzimmer und wirft Guglielmo vor, Schottland mit Blut zu überziehen. Niemand erkennt ihn. Als Guglielmo ihn nach seinem Namen fragt, erklärt er, die Witwe Giorgio Argylls möge ihnen die Antwort geben. Erneut werden die Schwerter gezogen, doch Giorgio ergibt sich Odoardo freiwillig. Während seine Gegner vor Hass toben, flüstert Giorgio Malvina zu, ihren Schrecken zu verbergen und ihm zu vertrauen („Il cor ne avvampa“).

### Zweiter Akt
Ein Raum in den für Arturo bestimmten Gemächern
Szene 1. Osvaldo informiert Arturo darüber, dass Guglielmo nach Edinburgh gegangen sei, um Bogenschützen zu holen. Sie sollen den Gefangenen dorthin geleiten. Arturo bittet Osvaldo, diesen zu ihm bringen. Anschließend liest er einen Brief Malvinas, in dem sie ihn bittet, den Fremden zu retten. Er sei ein Freund ihres verstorbenen Mannes.
Szene 2. Nachdem Giorgio hereingeführt wurde, erzählt Arturo ihm von Malvinas Bitte und fragt ihn, ob er sein Leben von ihm annehmen würde. Giorgio, der seinen Hass auf Arturo kaum verbergen kann, entgegnet, dass er es nur von Malvina akzeptieren werde. Er verachte ihn und habe ihr Herz bereits zuvor besessen. Als Beweis zeigt er Arturo ein Medaillon mit ihrem Porträt. Arturo gerät in Rage. Die beiden vereinbaren, bei Tagesanbruch auf Leben und Tod miteinander zu kämpfen (Duett Arturo/Giorgio: „Ah! perché rovente acciaro“). Arturo lässt Giorgio wieder abführen.
Schroffe Klippen, von denen einige über das Meer ragen; Nachts; mit Wolken bedeckter Mond
Szene 3. Aus einer von Gebüsch verdeckten Höhle treten einige in Mäntel gehüllte Männer. Es sind die „Verbannten“ („proscritti“), die nach ihrem Freund Giorgio suchen (Chor: „Ha steso la notte“). Der Klang eines Dudelsacks lässt sie hoffen, dass er schon auf dem Weg zu ihnen ist.
Szene 4. Statt Giorgio erscheint Odoardo, der sich den Verbannten als Freund und Bruder von Giorgios Frau vorstellt. Er bittet sie, ihm zu helfen, Giorgio aus dem Gefängnis zu befreien. Zum Beweis seiner Vertrauenswürdigkeit zeigt er ihnen Giorgios Gürtel und erzählt ihnen, dass sein und Malvinas Vater einst aufgrund falscher Anschuldigungen hingerichtet werden sollte. Giorgio habe damals den König um Gnade angefleht und ihn dadurch gerettet (Arie Odoardo: „Ahi! del giorno sanguinoso“). Um jetzt Giorgio aus dem Turm zu retten, müssten sie die Wachen am Ende des Parks angreifen. Die Verbannten stimmen dem Plan zu.
Das Innere eines Turms; im Hintergrund ein Balkon, an einer Seite eine Tür
Szene 5. Im Schlaf träumt Giorgio, dass er Malvina endgültig verloren habe. Odoardo lässt eine Strickleiter vom Balkon herab, um ihn zu befreien. Malvina weckt Giorgio, erklärt ihm den Fluchtplan und drängt ihn zur Eile. Giorgio aber kann sich noch nicht von seinem Albtraum lösen. Er fantasiert von dem Schiffbruch und glaubt, Malvina habe ihn verlassen (Duett Malvina/Giorgio: „Stretto agli avanzi fragili“). Als sie ihm versichert, dass sie ihm folgen werde, bittet er sie, bei ihrem neuen Mann zu bleiben. Er könne ihr nur noch ein Leben auf der Flucht bieten und werde sowieso bald sterben.
Szene 6. Guglielmo, Osvaldo und ihre Leute treffen ein, unter ihnen die von Guglielmo aus Edinburgh geholten Bogenschützen und ein Offizier Cromwells. Giorgios Flucht ist gescheitert. Als Arturo Malvina der Untreue bezichtigt, gibt Giorgio sich zu erkennen und erklärt, dass sie mit ihrem Ehemann fliehen wollte. Sein Tod scheint nun unausweichlich (Concertato: „Tutta in lui piombò del fato“). Giorgio nimmt sein Schicksal gefasst hin, da er nun weiß, dass Malvina ihm treu blieb. Da überreicht der Offizier Arturo ein Schreiben Cromwells mit dem Befehl, den Gefangenen zu verhören und unverzüglich hinzurichten, falls es sich um einen der Verbannten handeln sollte. Malvina und alle anderen außer Giorgio flehen Arturo an, das Leben seines Rivalen zu schonen. Arturo bleibt jedoch unversöhnlich, und Giorgio hat sich längst aufgegeben.

### Dritter Akt
Raum neben dem Turm; im Hintergrund eine Tür, hinter der zwei Wachen patrouillieren
Szene 1. Am nächsten Morgen warten Malvina und Giorgio ungeduldig auf das Urteil. Giorgio sehnt sich geradezu nach dem Tod. Selbst wenn er freigesprochen würde, könnte er nicht mehr gegen Cromwell kämpfen. Außerdem würde er ohne Malvina kein Glück mehr finden. Daraufhin fragt Malvina ihn, ob er leben wolle, wenn sie ihm beweisen würde, dass seine Eifersucht unbegründet sei. Giorgio schwört ihr das.
Szene 2. Odoardo informiert Giorgio darüber, dass Arturo eine Nachricht von Cromwell erhalten habe und ihn sehen wolle. Malvina bleibt tief bewegt zurück. Sie denkt darüber nach, sich selbst zu töten.
Szene 3. Arturo teilt Malvina mit, dass Giorgio und seine Kameraden freigesprochen wurden und Cromwell ihre unverzügliche Abreise befohlen habe. Sie dürfe ihm gerne folgen. Er wünsche ihnen beiden viel Glück für die Zukunft. Da erklärt Malvina, dass sie bleiben wolle, da sie ihn, Arturo, noch immer liebe. Jedoch habe sie sowohl Argyll als auch Murray die Treue geschworen und werde beiden treu bleiben (Duett Malvina/Arturo: „Vanne dunque“). Damit verabschiedet sie sich von Arturo.
Szene 4. Giorgio, der den Schluss des Gesprächs mitbekommen hat, eilt aufgeregt in den Raum und fordert Arturo auf, ihn zu töten. Er werde auf ewig sein Feind bleiben und wolle entweder in Edinburgh hingerichtet werden oder den Tod im Kampf mit Arturo finden. Widerwillig lässt sich Arturo darauf ein. Beide ziehen ihre Schwerter.
Szene 5 „ultima“. Malvina unterbricht die beiden, schließt die Tür ab und wirft den Schlüssel aus dem Fenster. Bleich und mit gebrochener Stimme erklärt sie, dass die Gefühle im Grab keine Macht mehr haben. Sie habe damit ihren Schwur erfüllt. Nun müsse auch Giorgio den seinigen halten. Sie verabschiedet sich von beiden Männern und stirbt. Als Arturo zu ihr eilen will, hält Giorgio ihn zurück: „Tot oder lebendig, sie ist noch immer die Meine!“

## Gestaltung

### Musiknummern
Die Oper enthält die folgenden Musiknummern:
Erster Akt
- Nr. 1.
  - Introduktion: „D’amistà le soavi catene“
  - Cavatine (Arturo): „Son del tuo volto immagine“
- Nr. 2.
  - Szene: „Giungesti alfin!“
  - Duett (Malvina, Odoardo): „Il mar che freme“
- Nr. 3.
  - Szene: „A Clara dunque?“
  - Romanze (Giorgio): „L’aura ch’io spiro“
  - Finale I – Concertato: „Omai l’arcan terribile“ – „Il cor ne avvampa“

Zweiter Akt
- Nr. 4.
  - Szene: „Col proscritto, dicesti?“
  - Duett (Arturo, Giorgio): „Ah! perché rovente acciaro“
- Nr. 5.
  - Chor der Verbannten: „Ha steso la notte“
  - Szene: „Udiste quel suono?“
  - Arie (Odoardo): „Ahi! del giorno sanguinoso“
- Nr. 6.
  - Szene: „Più mia non è“
  - Duett (Malvina, Giorgio): „Stretto agli avanzi fragili“
  - Finale II – Concertato: „Tutta in lui piombò del fato“

Dritter Akt
- Nr. 7.
  - Szene: „Ah! ritorna Odoardo“
  - Duett (Malvina, Arturo): „Vanne dunque“
  - Finale III

### Musik
Der Musikwissenschaftler Roger Parker nannte als einen der größten Vorzüge der Partitur die Folge der Duette. Während der langsame Teil des ersten („Il mar che freme“ von Malvina und Odoardo) noch der Tradition der italienischen Zwei-Frauen-Duette des 19. Jahrhunderts entspricht, zeigen die drei anderen deutlich die Reformbestrebungen Mercadantes. Es handelt sich in allen drei Fällen um dramatische Auseinandersetzungen mit großem emotionalem Gehalt, in denen Mercadante mit einer dynamischeren Auffassung des Musikdramas experimentierte. Womöglich noch radikaler sind die drei Finalsätze. Die ersten beiden beginnen nicht mit einem traditionellen Soloauftritt, sondern mit Chorszenen und steigern sich zu großen emotionalen Ausbrüchen. Der dritte Akt dagegen endet mit der gebrochenen Stimme der sterbenden Malvina, ähnlich wie in Giuseppe Verdis wenige Monate später uraufgeführtem Nabucco.

## Werkgeschichte
Das Libretto zu Saverio Mercadantes Oper Il proscritto stammt von Salvadore Cammarano, der bereits für Donizetti die Textbücher von Lucia di Lammermoor und einigen anderen Opern verfasst hatte und später für Verdi arbeitete. Es basiert auf dem französischen Drama Le proscrit von Frédéric Soulié und Timothée Dehay, das zuvor schon mindestens zwei Mal für die Oper bearbeitet worden war. Cammarano reduzierte die ursprünglich fünf Akte auf nur noch drei. Il proscritto war die erste Oper, die Mercadante nach seiner Ernennung zum Direktor des Conservatorio San Pietro a Majella in Neapel komponierte. Für die Aufführung stand ihm eine erstklassige Besetzung zur Verfügung.
Die Uraufführung am 4. Januar 1842 im Teatro San Carlo in Neapel stand unter der musikalischen Leitung von Antonio Farelli. Die Bühnenbilder stammten von Angelo Belloni (Leitung), Gaetano Sandri und Nicola „Nicoletto“ Pellandi (Architektur), Giuseppe Morrone (Ornamente), Leopoldo Galluzzi (Landschaften) und Raffaele Mattioli (Figuren). Es sangen Giovanni Basadonna (Giorgio Argyll), Gaetano Fraschini (Arturo Murray), Anna Salvetti (Anna Ruthven), Pietro Gianni (Guglielmo Ruthven), Eloisa Buccini (Odoardo Douglas), Antonietta Marini-Rainieri (Malvina Douglas), Adelaide Gualdi (Clara), Teofilo oder Napoleone Rossi (Osvaldo), Michele Benedetti (Offizier Cromwells).
Trotz der guten Ausgangsvoraussetzungen war die Premiere kein Erfolg. Der erste Akt erhielt zwar Beifall, doch die beiden anderen wurden mit Gleichgültigkeit aufgenommen. Der Kritiker von Teatri, arti e letteratura wies der Musik die Schuld zu. Sie orientiere sich zu sehr am deutschen Stil und dem Kontrapunkt und bevorzuge die Instrumente gegenüber den Stimmen. Die Folgeaufführungen kamen beim Publikum zunehmend besser an. Trotzdem gab es zu Mercadantes Lebzeiten keine weitere Produktion der Oper mehr. Möglicherweise spielte dabei die ungewöhnliche Besetzung der Hauptrollen mit zwei Tenören, einem Mezzosopran und einem Alt eine Rolle.
Die nächste Produktion gab es erst 2022 in Form einer konzertanten Aufführung der britischen Operngesellschaft Opera Rara im Barbican Centre London unter der musikalischen Leitung von Carlo Rizzi. In diesem Zusammenhang entstand auch eine CD-Aufnahme. Sie wurde bei den International Opera Awards 2023 als beste Operngesamteinspielung ausgezeichnet.

## Aufnahmen
- Juni 2022 – Carlo Rizzi (Dirigent), Britten Sinfonia, Opera Rara Chorus.
 Ramón Vargas (Giorgio Argyll), Iván Ayón-Rivas (Arturo Murray), Sally Matthews (Anna Ruthven), Goderdzi Janelidze (Guglielmo Ruthven), Elizabeth DeShong (Odoardo Douglas), Irene Roberts (Malvina Douglas), Susana Gaspar (Clara), Alessandro Fisher (Osvaldo), Niall Anderson (Offizier Cromwells).
 Aufgenommen in der Henry Wood Hall in London; nach der kritischen Ausgabe von Roger Parker und Ian Schofield.
 Opera Rara ORC62.[3]

## Digitalisate
- Il proscritto (Mercadante, Saverio): Noten und Audiodateien im International Music Score Library Project
- Libretto (italienisch), Neapel 1842. Digitalisat bei Google Books